# Pezoporikos
Pezoporikos Club Larnaca (în greacă Πεζοπορικός Όμιλος Λάρνακας, transliterat: Pezoporikós Ómilos Lárnakas), prescurtat Pezoporikos, a fost un club de fotbal cipriot care își avea activitatea în orașul Larnaca.